# Laurentino Gomes
Œuvres principales
1808
1822
Laurentino Gomes (né le 17 février 1956 à Maringá) est un journaliste et écrivain brésilien, surtout connu pour son best-seller 1808, qui raconte l'arrivée de la cour royale portugaise au Brésil. En 2008, il a reçu le prix du meilleur essai de l'Académie brésilienne des Lettres et le Prix Jabuti de Littérature dans la catégorie du livre-reportage.